# Luitpold Wallach
Luitpold Wallach (* 6. Februar 1910 in München; † 12. November 1986 in Columbia) war ein US-amerikanischer Philologe und Historiker deutscher Herkunft.

## Leben
Luitpold Wallach wurde am 6. Februar 1910 als Sohn des Kaufmanns Karl Wallach und seiner Ehefrau Rosa, geb. Schneeweiß geboren. 1912 zog er mit seiner Familie nach Laupheim um, wo er die Volks-, Latein- und Realschule sowie später in Ulm die Oberrealschule besuchte und im Februar 1929 das Abitur erlangte. Er erhielt anschließend auch das Reifezeugnis eines Realgymnasiums am Gymnasium in Tübingen, wofür er eine Ergänzungsreifeprüfung in Latein absolvierte. Wallach erhielt ab Klasse 6 bis zum Abitur Latein-, Griechisch- und Hebräisch-Unterricht.
Er studierte Geschichte, Philosophie, historische Hilfswissenschaften und Religionsgeschichte von Sommersemester 1929 bis 1930 zunächst an der Friedrich-Wilhelms-Universität zu Berlin und der Hochschule für die Wissenschaft des Judentums (1929–30) sowie an der Universität Tübingen (Sommersemester 1931 bis 1933), wo er im November 1932 mit seiner Dissertation Studien zur Chronik Bertholds von Zwiefalten (vgl. Zwiefalter Chroniken) bei Erich König promoviert wurde. Die etwa 40 Seiten umfassende Inauguraldissertation, die mit Genehmigung der philosophischen Fakultät der Universität Tübingen 1933 im Druck erschien, war nur der quellenkritische Teil der Dissertation, wohingegen der übrige Teil, insbesondere die rekonstruierte Chronik, später erscheinen sollte.
Eine akademische Anstellung blieb ihm nach der Dissertation als Deutscher jüdischen Glaubens in Deutschland verwehrt. Er war in dieser Zeit als Rabbiner in Ulm bzw. Laupheim (September 1933 bis März 1937) und von 1937 bis zu seiner Verhaftung 1939 als letzter Bezirksrabbiner von Göppingen tätig. In dieser Zeit prägte sich sein Forschungsinteresse aus und zwar einerseits mittelalterliche Geschichte und zum anderen die Geschichte des Judentums.  Die Nationalsozialisten verhafteten und verschleppten ihn 1938 ins KZ Dachau, wo er bis 1939 blieb. Durch den Einsatz von Freunden und seiner in New York lebenden Schwester Sally wurde er aus dem Konzentrationslager entlassen und konnte sich nach Frankreich retten. Sein Vater wurde im KZ Auschwitz ermordet, seine jüngere Schwester, Betti, ermordeten die Nationalsozialisten im KZ Stutthof. Seine Mutter starb während des Zweiten Weltkriegs in Laupheim.
Nach der Emigration in die USA 1939 und dem PhD 1947 in Classics an der Cornell University war er von 1951 bis 1962 Assistant Professor (1951–1952 am Hamilton College, 1953 an der University of Oregon, 1953–1955 an der Cornell University, 1955–1957 an der University of Oklahoma, 1957–1962 am Harpur College, State University of New York, Binghampton), 1962–1967 Professor of Classics an der Marquette University und seit 1967 Professor of Classics and Medieval Studies an der University of Illinois at Urbana-Champaign. 1978 wurde er emeritiert.

## Privatleben
Luitpold Wallach war mit der amerikanischen Altphilologin Barbara Price Wallach vom 22. August 1970 bis zu seinem Tod verheiratet.

## Luitpold and Barbara Wallach Scholarship
Am Department of Classics am College of Liberal Arts and Sciences der University of Illinois, Standort Urbana-Champaign, wird als Auszeichnung die 2019 von Professor Barbara Wallach geschaffene und 2020 erstmals vergebene Auszeichnung Luitpold and Barbara Wallach Scholarship genutzt, um herausragende Studienleistungen von Studentinnen und Studenten im Bereich der klassischen Altertumswissenschaften auszuzeichnen.

## Werke
- Studien zur Chronik Bertholds von Zwiefalten. München, Berlin: R. Oldenbourg 1933 (zugl. Phil. Diss. 1932, Tübingen).[17]

- Die Zwiefalter Chroniken Ortliebs und Bertholds. Übersetzt und erläutert von Luitpold Wallach. Hrsg. von Erich König. Stuttgart 1941 (Schwäbische Chroniken der Stauferzeit 2).

- Bertholdi Zwifaltensis liber de constructione monasterii.Edited with an introduction and notes by Luitpold Wallach. O. O. 1948.

- Alcuin and Charlemagne: Studies in Carolingian history and literature. Ithaca, New York 1959.

- The classical tradition: Literary and historical studies in honor of Harry Caplan. Hrsg. von Luitpold Wallach. Ithaca, New York 1966.

- Diplomatic Studies in Latin and Greek Documents from the Carolingian Age. Ithaca, New York u. a. 1977.

- Die Zwiefaltener Chroniken Ortliebs und Bertholds. Bearb. durch Luitpold Wallach, Erich König und Karl Otto Müller. Sigmaringen 1978.